# Art Simmons
Pour les articles homonymes, voir Simmons.
Arthur Eugene « Art » Simmons est un pianiste de jazz afro-américain né le 5 février 1926 à Glen White dans l'État américain de la Virginie-Occidentale et mort le 23 avril 2018 à Beckley dans le même État américain.

## Biographie
Engagé dans l'armée pendant la Seconde Guerre mondiale au côté de James Moody, Art Simmons joue dans les orchestres de l'armée et se produit ainsi dans toute l'Europe, notamment en Suisse et en Allemagne, avant d'arriver en France, à Paris, où il s'établit pendant plus de vingt ans.
Il s'inscrit au Conservatoire de Paris et joue dans différents clubs pour un maigre salaire.
Il devient pianiste résident au Ringside (futur Blue Note) jusqu'à l'ouverture du Mars Club, rue Robert-Estienne dans le quartier des Champs-Élysées du 8e arrondissement. Y défile le gotha du jazz américain désireux de faire le bœuf et certain de trouver un accompagnement de choix et une grande variété de boissons alcoolisées. Art Simmons et son trio jouent tous les soirs de 23h à 4h du matin. Le pianiste Aaron Bridgers jouait du piano bar entre les sets. Au sein du fameux trio d'Art Simmons, on trouvera le contrebassiste Michel Gaudry, et à la guitare Jean Bonal, Pierre Cullaz, Pierre Cavalli, puis Elek Bacsik et quelquefois Léo Petit en remplacement.

## Discographie partielle
- Art Simmons and his orchestra (Ducretet Thomson), 45-tours enregistré le 9 novembre 1959 à Paris avec Clark Terry, Elek Bacsik, Michel Gaudry, Kenny Clarke et Billie Poole (voc).
- Quentin Jackson, Quentin Jackson (Ducretet Thomson), 45-tours enregistré en février 1960 à Paris avec Clark Terry, Elek Bacsik, Kenny Clarke.
- Art Simmons Quartet (avec Terry Donoughue à la guitare) réédité dans la collection Jazz in Paris sous le titre Piano aux Champs-Élysées
- Jack Diéval & Art Simmons, deux 33-tours (dont un sous le titre Ambiance pour deux pianos avec Jacques B.Hess et Franco Manzecchi)